# هيرو ياماغاتا
هيرو ياماغاتا (باليابانية: ヒロ・ヤマガタ) هو رسام وفنان ياباني، ولد في 30 مايو 1948 في مايبارا في اليابان.

## وصلات خارجية
- الموقع الرسمي